# Klub 300
Klub 300 – tradycyjna nazwa grupy piłkarzy, którzy w trakcie kariery rozegrali minimum trzysta spotkań w ekstraklasie. Obecnie znajduje się w niej 105 zawodników.
Pierwszym obcokrajowcem w zestawieniu został Słowak Dušan Kuciak, który występował w Ekstraklasie w Legii Warszawa, Lechii Gdańsk i Rakowie Częstochowa. Drugim jest Portugalczyk Flavio Paixao, który występował w Śląsku Wrocław i Lechii Gdańsk. Trzecim jest Taras Romanczuk, który występuje w Jagiellonii Białystok.
Stan na 17 sierpnia 2025 r.
| Miejsce | Zawodnik               | Liczba spotkań | Kluby | Lata gry  |
| ------- | ---------------------- | -------------- | --- | --------- |
| 1.      | Łukasz Surma           | 559            | Wisła Kraków (50), Ruch Chorzów (261), Legia Warszawa (123), Lechia Gdańsk (125)                                                       | 1996–2017 |
| 2.      | Marcin Malinowski      | 458            | Odra Wodzisław (303), Ruch Chorzów (154)                                                                                               | 1997–2015 |
| 3.      | Marek Chojnacki        | 452            | ŁKS Łódź | 1978–1996 |
| 4.      | Arkadiusz Głowacki     | 435            | Lech Poznań (75), Wisła Kraków (360)                                                                                                   | 1997–2018 |
| 5.      | Łukasz Trałka          | 431            | Pogoń Szczecin (38), ŁKS Łódź (8), Lechia Gdańsk (16), Polonia Warszawa (92), Lech Poznań (217), Warta Poznań (60)                     | 2004–2022 |
| 6.      | Dariusz Gęsior         | 427            | Ruch Chorzów (178), Widzew Łódź (103), Pogoń Szczecin (33), Amica Wronki (37), Wisła Płock (63), Dyskobolia Grodzisk Wielkopolski (13) | 1988–2006 |
| 7.      | Łukasz Madej           | 417            | ŁKS Łódź (75), Ruch Chorzów (26), Lech Poznań (63), Górnik Łęczna (17), Śląsk Wrocław (111), GKS Bełchatów (24), Górnik Zabrze (101)   | 1999–2018 |
| 8.      | Janusz Jojko           | 416            | Ruch Chorzów (116), GKS Katowice (276), KSZO Ostrowiec Św. (24)                                                                        | 1980–2003 |
| 8.      | Marek Zieńczuk         | 416            | Amica Wronki (122), Wisła Kraków (132), Lechia Gdańsk (3), Ruch Chorzów (159)                                                          | 2000–2016 |
| 10.     | Zygfryd Szołtysik      | 395            | Górnik Zabrze | 1962–1978 |
| 11.     | Paweł Janik            | 389            | Polonia Bytom (250?), Szombierki Bytom (140?)                                                                                          | 1965–1982 |
| 12.     | Rafał Janicki*         | 385            | Lechia Gdańsk (176), Lech Poznań (45), Wisła Kraków (38), Podbeskidzie Bielsko-Biała (13), Górnik Zabrze (113)                         | 2010–     |
| 13.     | Tomasz Kiełbowicz      | 383            | Siarka Tarnobrzeg (54), Raków Częstochowa (47), Widzew Łódź (15), Polonia Warszawa (30), Legia Warszawa (237)                          | 1993–2012 |
| 14.     | Tomasz Jodłowiec**     | 382            | Dyskobolia Grodzisk Wlkp. (43), Polonia Warszawa (99), Śląsk Wrocław (15), Legia Warszawa (131), Piast Gliwice (94)                    | 2006–2021 |
| 15.     | Ryszard Czerwiec       | 378            | Zagłębie Sosnowiec (88), Widzew Łódź (140), Wisła Kraków (114), Szczakowianka Jaworzno (20), GKS Katowice (16)                         | 1989–2005 |
| 16.     | Witold Bendkowski      | 376            | ŁKS Łódź | 1981–1999 |
| 16.     | Paweł Brożek           | 376            | Wisła Kraków (356), GKS Katowice (20)                                                                                                  | 2001–2020 |
| 18.     | Jakub Rzeźniczak       | 375            | Widzew Łódź (36), Legia Warszawa (249), Wisła Płock (90)                                                                               | 2003–2023 |
| 19.     | Radosław Sobolewski    | 374            | Wisła Płock (70), Dyskobolia Grodzisk Wielkopolski (38), Wisła Kraków (186), Górnik Zabrze (80)                                        | 1998–2016 |
| 20.     | Marcin Baszczyński     | 372            | Ruch Chorzów (116), Wisła Kraków (221), Polonia Warszawa (36)                                                                          | 1996–2013 |
| 21.     | Mateusz Matras**       | 369            | Piast Gliwice (57), Pogoń Szczecin (99), Lechia Gdańsk (7), Zagłębie Lubin (12), Górnik Zabrze (38), Stal Mielec (156)                 | 2012–2025 |
| 22.     | Lucjan Brychczy        | 368            | Legia Warszawa | 1954–1972 |
| 23.     | Hieronim Barczak       | 367            | Lech Poznań | 1973–1986 |
| 24.     | Marek Dziuba           | 364            | ŁKS Łódź (280), Widzew Łódź (84) | 1973–1987 |
| 24.     | Maciej Sadlok**        | 364            | Ruch Chorzów (110), Polonia Warszawa (31), Wisła Kraków (223)                                                                          | 2007–2024 |
| 26.     | Tomasz Wieszczycki     | 363            | ŁKS Łódź (248), Legia Warszawa (31), Polonia Warszawa (34), Dyskobolia Grodzisk Wielkopolski (50)                                      | 1988–2004 |
| 26.     | Jacek Zieliński        | 363            | Igloopol Dębica (34), Legia Warszawa (329)                                                                                             | 1990–2004 |
| 28.     | Kazimierz Węgrzyn      | 361            | Hutnik Kraków (82), GKS Katowice (105), Wisła Kraków (67), Pogoń Szczecin (44), Widzew Łódź (38), Cracovia (25)                        | 1990–2005 |
| 29.     | Bogusław Wyparło       | 359            | Stal Mielec (165), Sokół Tychy (9), ŁKS Łódź (180), RKS Radomsko (5)                                                                   | 1991–2012 |
| 30.     | Piotr Celeban          | 358            | Pogoń Szczecin (33), Korona Kielce (13), Śląsk Wrocław (312)                                                                           | 2005–2021 |
| 30.     | Damian Dąbrowski*      | 358            | Zagłębie Lubin (95), Cracovia (150), Pogoń Szczecin (113)                                                                              | 2010–     |
| 32.     | Piotr Lech             | 357            | Ruch Chorzów (151), Zagłębie Lubin (16), GKS Katowice (46), Górnik Zabrze (89), GKS Bełchatów (33), Jagiellonia Białystok (22)         | 1989–2009 |
| 33.     | Rafał Boguski**        | 355            | Wisła Kraków (335), GKS Bełchatów (20)                                                                                                 | 2006–2021 |
| 33.     | Rafał Pawlak           | 355            | ŁKS Łódź (233), Śląsk Wrocław (14), Widzew Łódź (82), Pogoń Szczecin (26)                                                              | 1989–2004 |
| 35.     | Edward Szymkowiak      | 354            | Ruch Chorzów (24), Legia Warszawa (85), Polonia Bytom (245)                                                                            | 1950–1969 |
| 36.     | Bartosz Bosacki        | 352            | Lech Poznań (257), Amica Wronki (95)                                                                                                   | 1995–2011 |
| 36.     | Zdzisław Leszczyński   | 352            | ŁKS Łódź (246), Śląsk Wrocław (46), Pogoń Szczecin (33), RKS Radomsko (27)                                                             | 1988–2008 |
| 38.     | Stefan Machaj          | 350            | Śląsk Wrocław (140), Zagłębie Lubin (184), Pogoń Szczecin (26)                                                                         | 1983–1996 |
| 39.     | Janusz Nawrocki        | 349            | Wisła Kraków (107), GKS Katowice (134), Sokół Tychy (56), Ruch Chorzów (52)                                                            | 1980–1998 |
| 40.     | Leszek Wolski          | 348            | Pogoń Szczecin | 1971–1987 |
| 41.     | Antoni Nieroba         | 347            | Ruch Chorzów | 1956–1972 |
| 42.     | Filip Starzyński**     | 346            | Ruch Chorzów (126), Zagłębie Lubin (220)                                                                                               | 2012–2024 |
| 43.     | Zbigniew Mandziejewicz | 342            | Śląsk Wrocław (240), Legia Warszawa (81), GKS Katowice (21)                                                                            | 1985–1999 |
| 44.     | Rafał Murawski         | 340            | Amica Wronki (40), Lech Poznań (162), Pogoń Szczecin (138)                                                                             | 2005–2018 |
| 45.     | Olgierd Moskalewicz    | 339            | Pogoń Szczecin (174), Wisła Kraków (84), RKS Radomsko (11), Zagłębie Lubin (19), Arka Gdynia (51)                                      | 1992–2009 |
| 45.     | Stanisław Oślizło      | 339            | Górnik Radlin (43), Górnik Zabrze (296)                                                                                                | 1957–1972 |
| 47.     | Michał Chrapek*        | 337            | Wisła Kraków (59), Lechia Gdańsk (32), Śląsk Wrocław (95), Piast Gliwice (151)                                                         | 2009–     |
| 48.     | Maciej Stolarczyk      | 336            | Pogoń Szczecin (178), Widzew Łódź (32), Wisła Kraków (102), GKS Bełchatów (24)                                                         | 1992–2008 |
| 49.     | Maciej Gajos**         | 333            | Jagiellonia Białystok (94), Lech Poznań (121), Lechia Gdańsk (118)                                                                     | 2012–2023 |
| 49.     | / Taras Romanczuk*     | 333            | Jagiellonia Białystok | 2014–     |
| 51.     | Krzysztof Bukalski     | 332            | Hutnik Kraków (191), Wisła Kraków (36), GKS Katowice (17), Górnik Zabrze (86)                                                          | 1990–2007 |
| 52.     | Piotr Czaja            | 329            | GKS Katowice (124), Ruch Chorzów (205)                                                                                                 | 1965–1979 |
| 52.     | Władysław Kawula       | 329            | Wisła Kraków | 1956–1971 |
| 54.     | Dušan Kuciak           | 328            | Legia Warszawa (131), Lechia Gdańsk (196), Raków Częstochowa (1)                                                                       | 2011–2024 |
| 54.     | Paweł Orzechowski      | 328            | Polonia Bytom | 1961–1975 |
| 56.     | Mirosław Jaworski      | 327            | Ruch Chorzów (302), Śląsk Wrocław (25)                                                                                                 | 1983–1998 |
| 56.     | Zdzisław Kapka         | 327            | Wisła Kraków | 1972–1984 |
| 56.     | Piotr Reiss            | 327            | Lech Poznań | 1994–2013 |
| 56.     | Piotr Wojdyga          | 327            | Bałtyk Gdynia (3), Stal Mielec (134), Widzew Łódź (76), Olimpia Poznań (26), Lechia/Olimpia Gdańsk (22), Polonia Warszawa (66)         | 1985–1998 |
| 60.     | Marek Bajor            | 325            | Igloopol Dębica (27), Widzew Łódź (165), Amica Wronki (133)                                                                            | 1990–2002 |
| 61.     | Zbigniew Robakiewicz   | 324            | ŁKS Łódź (62), Legia Warszawa (205), Dyskobolia Grodzisk Wielkopolski (8), Widzew Łódź (49)                                            | 1985–2003 |
| 61.     | Jan Woś                | 324            | Odra Wodzisław (264), Ruch Chorzów (48), Dyskobolia Grodzisk Wielkopolski (12)                                                         | 1996–2010 |
| 63.     | Radosław Majdan        | 320            | Pogoń Szczecin (252), Wisła Kraków (65), Polonia Warszawa (3)                                                                          | 1992–2009 |
| 63.     | Mariusz Pawelec        | 320            | Górnik Łęczna (57), Górnik Zabrze (15), Śląsk Wrocław (248)                                                                            | 2003–2024 |
| 65.     | Martin Konczkowski**   | 319            | Ruch Chorzów (126), Piast Gliwice (148), Śląsk Wrocław (45)                                                                            | 2013–2024 |
| 65.     | Mirosław Widuch        | 319            | GKS Katowice (313), Piast Gliwice (6)                                                                                                  | 1993–2009 |
| 67.     | Bronisław Bula         | 318            | Ruch Chorzów | 1965–1978 |
| 67.     | Tomasz Lenart          | 318            | ŁKS Łódź (266), Stomil Olsztyn (52) | 1990–2002 |
| 67.     | Sebastian Mila         | 318            | Dyskobolia Grodzisk Wielkopolski (74), ŁKS Łódź (12), Śląsk Wrocław (178), Lechia Gdańsk (54)                                          | 2002–2018 |
| 70.     | Jacek Bednarz          | 317            | Ruch Chorzów (113), Legia Warszawa (162), Pogoń Szczecin (42)                                                                          | 1990–2002 |
| 71.     | Horst Mahseli          | 316            | Polonia Bytom (21), Legia Warszawa (295)                                                                                               | 1952–1969 |
| 72.     | Romuald Chojnacki      | 315            | Polonia Bytom (109), Ruch Chorzów (57), Lech Poznań (149)                                                                              | 1969–1981 |
| 72.     | Dariusz Fornalak       | 315            | Ruch Chorzów (267), Sokół Tychy (7), Pogoń Szczecin (41)                                                                               | 1984–2000 |
| 74.     | Dariusz Romuzga        | 314            | Hutnik Kraków (148), Petro/Orlen/Wisła Płock (166)                                                                                     | 1992–2006 |
| 75.     | Rafał Grzyb            | 313            | Polonia Bytom (71), Jagiellonia Białystok (242)                                                                                        | 2007–2018 |
| 75.     | Zenon Kasztelan        | 313            | Zawisza Bydgoszcz (3), Pogoń Szczecin (310)                                                                                            | 1966–1982 |
| 75.     | Michał Kucharczyk**    | 313            | Legia Warszawa (241), Pogoń Szczecin (72)                                                                                              | 2010–2025 |
| 75.     | Marek Piotrowicz       | 313            | Górnik Zabrze (260), Stal Stalowa Wola (29), Sokół Tychy (24)                                                                          | 1982–1998 |
| 79.     | Marek Saganowski       | 312            | ŁKS Łódź (124), Wisła Płock (23), Odra Wodzisław (30), Legia Warszawa (135)                                                            | 1995–2016 |
| 80.     | Marek Bęben            | 311            | Zagłębie Sosnowiec (197), Górnik Zabrze (101), Odra Wodzisław (13)                                                                     | 1979–1998 |
| 80.     | Mariusz Muszalik       | 311            | GKS Katowice (156), Odra Wodzisław (76), Dyskobolia Grodzisk Wielkopolski (23), Piast Gliwice (56)                                     | 1996–2010 |
| 82.     | Zygmunt Maszczyk       | 310            | Ruch Chorzów | 1963–1977 |
| 82.     | Flávio Paixão          | 310            | Śląsk Wrocław (71), Lechia Gdańsk (239)                                                                                                | 2014–2023 |
| 82.     | Marek Rzepka           | 310            | Lech Poznań (273), Sokół Tychy (24), GKS Bełchatów (13)                                                                                | 1986–1997 |
| 85.     | Jan Domarski           | 309            | Stal Rzeszów (205), Stal Mielec (104)                                                                                                  | 1964–1976 |
| 86.     | Jarosław Kubicki*      | 307            | Zagłębie Lubin (90), Lechia Gdańsk (151), Jagiellonia Białystok (61), Górnik Zabrze (5)                                                | 2014–     |
| 86.     | Marek Sokołowski       | 307            | KSZO Ostrowiec Św. (29), Dyskobolia Grodzisk Wielkopolski (62), Polonia Warszawa (38), Podbeskidzie Bielsko-Biała (138)                | 2001–2016 |
| 86.     | Marcin Zając           | 307            | Widzew Łódź (124), Dyskobolia Grodzisk Wielkopolski (80), Lech Poznań (55), Ruch Chorzów (48)                                          | 1996–2011 |
| 89.     | Lesław Ćmikiewicz      | 306            | Śląsk Wrocław (80), Legia Warszawa (226)                                                                                               | 1966–1980 |
| 90.     | Kazimierz Deyna        | 305            | ŁKS Łódź (1), Legia Warszawa (304) | 1966–1978 |
| 90.     | Bartosz Rymaniak**     | 305            | Zagłębie Lubin (99), Cracovia (37), Korona Kielce (109), Piast Gliwice (36), Górnik Łęczna (24)                                        | 2009–2022 |
| 92.     | Roman Bazan            | 304            | Zagłębie Sosnowiec | 1958–1973 |
| 92.     | Jacek Dembiński        | 304            | Lech Poznań (117), Widzew Łódź (50), Amica Wronki (137)                                                                                | 1991–2007 |
| 92.     | Adam Fedoruk           | 304            | Stal Mielec (194), Legia Warszawa (68), Amica Wronki (30), Raków Częstochowa (12)                                                      | 1985–1997 |
| 92.     | Kazimierz Kmiecik      | 304            | Wisła Kraków | 1968–1982 |
| 96.     | Artur Jędrzejczyk*     | 303            | Legia Warszawa (292), Korona Kielce (11)                                                                                               | 2006–     |
| 96.     | Jan Liberda            | 303            | Polonia Bytom | 1954–1971 |
| 96.     | Michał Pazdan**        | 303            | Górnik Zabrze (93), Jagiellonia Białystok (127), Legia Warszawa (83)                                                                   | 2007–2023 |
| 99.     | Tomasz Frankowski      | 302            | Jagiellonia Białystok (129), Wisła Kraków (173)                                                                                        | 1992–2013 |
| 99.     | Ryszard Grzegorczyk    | 302            | Polonia Bytom | 1958–1971 |
| 99.     | Wojciech Grzyb         | 302            | Ruch Radzionków (72), Odra Wodzisław (88), Ruch Chorzów (142)                                                                          | 1998–2012 |
| 99.     | Maciej Jankowski**     | 302            | Ruch Chorzów (111), Wisła Kraków (45), Piast Gliwice (51), Arka Gdynia (62), Stal Mielec (23)                                          | 2010–2021 |
| 103.    | Waldemar Kryger        | 301            | Lech Poznań | 1988–2004 |
| 103.    | Tomasz Sokołowski      | 301            | Stomil Olsztyn (47), Legia Warszawa (213), Górnik Łęczna (22), Ruch Chorzów (11), Jagiellonia Białystok (8)                            | 1994–2008 |
| 105.    | Mariusz Kuras          | 300            | Pogoń Szczecin | 1983–1999 |

- * – zawodnik grający obecnie w Ekstraklasie
- ** – zawodnik grający obecnie poza Ekstraklasą